# Troiițke, Pavlohrad
Troiițke (în ucraineană Троїцьке) este localitatea de reședință a comunei Troiițke din raionul Pavlohrad, regiunea Dnipropetrovsk, Ucraina.

## Demografie
Componența lingvistică a localității Troiițke
     Ucraineană (94,18%)
     Rusă (3,59%)
     Alte limbi (0,36%)
Conform recensământului din 2001, majoritatea populației localității Troiițke era vorbitoare de ucraineană (94,18%), existând în minoritate și vorbitori de rusă (3,59%).